# Kawaji Toshiyoshi
Kawaji Toshiyoshi est un nom japonais traditionnel ; le nom de famille (ou le nom d'école), Kawaji, précède donc le prénom (ou le nom d'artiste).
Kawaji Toshiyoshi (川路 利良), né le 17 juin 1834 dans le domaine de Satsuma au Japon et décédé à l'âge de 46 ans le 13 octobre 1879 à Tokyo, est un samouraï japonais pendant le shogunat Tokugawa qui devint militaire puis bureaucrate pendant l'ère Meiji. Il contribua significativement à moderniser le système policier de l'empire du Japon.
D'abord appelé « Toshigana », il semble qu'il fut renommé « Toshiyoshi » mais utilisait le nom de plume « Ryusen ». Il est dit-on un descendant du clan Fujiwara.

## Biographie
Durant sa jeunesse, l'historien Shigeno Yasutsugu enseigne à Kawaji Toshiyoshi les classiques chinois et l'art du sabre (style Kashima Shinden Jikishinkage-ryū). En 1864, il participe à la répression de la rébellion des portes Hamaguri aux côtés de Saigō Takamori et Okubo Toshimichi. En 1868, il participe à la guerre de Boshin où il dirige un bataillon lors des batailles de Toba-Fushimi et d'Ueno où il massacre le Shōgitai. Le 15 septembre 1868, il est blessé par balle à la bataille d'Asakawa mais guérit rapidement et participe à la bataille d'Aizu. 
En 1871, sur invitation de Saigō Takamori, il entre à la direction de la préfecture de Tokyo. L'année suivante, il sillonne l'Europe et propose à son retour au Japon une réforme de la police japonaise sur le modèle de la police française et s'inspire en particulier des méthodes de Joseph Fouché. 
En janvier 1879, il se rend de nouveau en Europe pour étudier les systèmes policiers, mais tombe malade sur place. Parvenant tant bien que mal à rentrer au Japon le 8 octobre, il décède le 13 octobre. Certains soupçonnèrent un empoisonnement. Il est inhumé au cimetière d'Aoyama. Son uniforme et son sabre se trouvent aujourd'hui au musée de la police de Tokyo.